# Ibarrangelu
Ibarrangelu – gmina w Hiszpanii, w prowincji Biskaja, w Kraju Basków, o powierzchni 15,56 km². W 2011 roku gmina liczyła 641 mieszkańców.